# 웨일즈 랠리 GB
웨일즈 랠리 GB(Wales Rally GB)는 영국의 랠리 자동차 경주 대회이다. 1932년 로열 오토모빌 클럽 랠리(Royal Automobile Club Rally)로 처음 개최되었다. 1951년부터 영국 왕립 자동차 협회(RAC)가 매년 열리는 국제 대회로 조직했으며, 1997년까지 RAC 랠리로 불렸다. 1998년 구조조정을 거쳐 현재의 이름인 영국 랠리(Rally of Great Britain, Rally GB)가 되었고 2003년부터 웨일즈 자치정부의 타이틀 후원을 받았다.
2020년 웨일즈 랠리 GB가 코로나19 범유행으로 인해 취소되었으며, 웨일즈 자치정부 또한 랠리 GB에 대한 후원을 그만두었다. 랠리 UK, 랠리 북아일랜드 등 새롭게 영국 랠리 대회를 조직하려는 시도가 있었으나 2024년 7월 현재까지 열리지 않고 있다.